# Wie ausgewechselt
Wie ausgewechselt ist eine US-amerikanische Filmkomödie aus dem Jahr 2011.

## Handlung
Der nicht ausgelastete Schauspieler Mitch verbringt mit seinem besten Freund, dem als Anwalt und Familienvater überforderten Dave, einen Kneipenabend. Im Verlauf ihrer Unterhaltung beneidet jeder den anderen um dessen Leben. Mitch ist Single, kann mit jeder Frau schlafen, die er haben will, und fühlt sich nicht ausgelastet, während Dave eine liebevolle Familie und jede Menge Geld hat. So wünschen sich beide, als sie in einen Zauberbrunnen urinieren, dass sie lieber das Leben des anderen leben wollten. Und so kommt es, dass jeder am nächsten Morgen im Körper des anderen erwacht und feststellen muss, dass ihm das gar nicht gefällt, weshalb sie schnellstmöglich den Brunnen aufsuchen, um die Sache rückgängig zu machen. Doch der Brunnen lässt sich nicht finden, und so müssen beide notgedrungen erst einmal das Leben des anderen fortführen.
Und so kommt es, dass Mitch im Körper von Dave dessen bisher wichtigstes Meeting in eine Katastrophe steuert und Dave sich im Körper von Mitch beim Dreh eines Softpornos miserabel anstellt. Da sich beide in dem ungewohnten Umfeld so hilflos fühlen, befürchten sie auch, dass der jeweils andere ihr eigenes Leben zerstören könnte. Daher bitten sie Daves Ehefrau Jamie um Hilfe; vielleicht weiß sie ja, wie man aus diesem Dilemma herauskommt. Doch sie glaubt ihnen nicht und beide stecken weiter in der Situation fest; so wollen sie sich wenigstens gegenseitig beibringen, wie das jeweils andere Leben richtig und authentisch zu leben ist. Dabei erfahren sie erst, wie andere über sie denken und wie falsch sie ihr eigenes Leben bisher eingeschätzt haben. So muss Dave feststellen, dass seine Frau über all die Jahre unglücklich war, und Mitch, dass alle ihn für einen Versager halten, der nichts zu Ende bringen kann. Aber auf der anderen Seite können sie dem neuen Leben auch positive Aspekte abgewinnen: Dave kann endlich seine Zeit voll genießen und macht Dinge, die er schon lange machen wollte, und Mitch stellt fest, dass er mit Einsatz und Engagement durchaus etwas erreichen kann.
Während es Mitch gelingt, dass Dave Partner seiner Anwaltskanzlei wird, hat Dave ein angenehmes Date mit seiner Assistentin Sabrina. Und nachdem beide endlich erfahren haben, wo dieser Brunnen ist, fahren sie in die Peachtree Galleria, in den sie nun zusammen urinieren, um wieder in ihr altes Leben zurückzukehren. Sie haben schließlich aus ihren Fehlern gelernt, sodass Dave ein besserer Ehemann geworden ist und Mitch sich weniger kindisch und etwas verantwortungsvoller benimmt.

## Kritiken
„Die Körpertauschprämisse, welche langsam abgenutzt wirkt, ist nicht wirklich tief erforscht, außer man sucht einen bedeutungsvollen Freudschen Subtext in der unnachgiebigen Analfixierung des Films.“

„‚Wie ausgewechselt‘ ist eine der schmutzigsten Mainstreamveröffentlichungen der Geschichte. Es hat eine schlechte Meinung von Männern, eine noch schlechtere Meinung von Frauen und die schlechteste Meinung über die Intelligenz der Zuschauer. Er ist obszön, unflätig, skatologisch, gruselig und pervers. Und als Bonus hat er den schäbigsten und miesesten Filmtitel, den ich jemals diesseits von YouTube gesehen habe.“

„Laue Körpertausch-Komödie, die ihrem Sujet kaum zündende Gags abgewinnt. Die sexuellen Anspielungen kommen mehr verklemmt und vulgär daher, als dass sie auf unkonventionelle Weise mit Männlichkeitsvorstellungen spielen würden.“

## Veröffentlichung
Der Film lief am 5. August 2011 in den US-Kinos an und konnte, bei einem Budget von etwas mehr als 55 Mio. Dollar, in den ersten vier Monaten weltweit über 70 Mio. Dollar einspielen. In Deutschland hatten ihn am 17. Oktober 2011 bereits 493.212 Kinobesucher gesehen.